# Paul Bley
Hyman Paul Bley (Montreal, 10 november 1932 – Stuart (Florida), 3 januari 2016) was een Canadese pianist. Zijn muziek is te omschrijven als freejazz.

## Jeugd
Paul Bley begon met vioollessen in 1938, maar maakte al in 1940 de overstap naar de piano; in 1944 studeerde hij af aan het McGill Conservatorium. In 1946 had hij zijn eerste bandje; later leerde hij Oscar Peterson kennen, die hem verder introduceerde in de wereld van de jazz.

## Jaren 50
In 1950 vertrok Bley naar New York, alwaar hij ging studeren aan de Juilliard School. Al tijdens die studie trad Bley op met diverse ensembles en grootheden als Art Blakey en Louis Armstrong.
Later richtte hij in Montreal de Jazz Workshop op, die onder andere speelde en albums opnam met Charlie Parker. Daarnaast speelde hij ook samen met andere jazzlegendes als Lester Young en Ben Webster. Verdere stappen werden gezet door samenwerking met Charles Mingus (album Charles Mingus and his Orchestra), dat dan weer leidde tot een eigen album met medewerking van Mingus (Introducing Paul Bley, 1953). Die samenwerking heeft tot in de jaren zestig geduurd. Inmiddels had hij zijn eigen "combo" samengesteld uit Don Cherry, Ornette Coleman, Charlie Haden en Billy Higgins. Eind jaren 50 is hij ook nog twee jaar getrouwd geweest met Carla Bley.

## Jaren 60
Begin jaren 60 trad hij toe tot een trio met Jimmi Giuffre, waarin ook Steve Swallow (de latere partner van Carla Bley) speelde, een ongewoon jazztrio met piano, klarinet en bas. Ze speelden onder andere composities van Carla Bley. Samen met zijn ex-vrouw richtte hij in 1964 het Jazz Composers Guild op, een beweging van gelijkgestemde jazzmusici. Daarnaast trad Bley op (en nam een album op) met Sonny Rollins en dat leidde weer tot een album met Coleman Hawkins.
Eind jaren 60 was Bley een van de eerste jazzmusici die de mogelijkheden zag van de moderne toetsinstrumenten zoals de Moogsynthesizer; het leidde zelfs tot een samenwerking met Annette Peacock in de Bley-Peacock Sythesizershow.

## Jaren 70
In de jaren zeventig keerde Bley terug naar de piano en werkte met een reeks artiesten. Hij bleef vooruitstrevend, want ging samenwerken met Carol Goss in toen al een multimediaprojekt, ter vastlegging van studio-opnamen van een aantal toen opkomende jazzmusici, waaronder Sun Ra, Lester Bowie en Pat Metheny. Ook maakt hij samen met Goss een combinatie van jazz en video.

## Later
Inmiddels heeft Bley meegewerkt aan zo’n 100 muziekalbums binnen de jazzwereld, waarvan ook een aantal voor het Duitse platenlabel ECM Records; in 2007 verscheen een album waarop hij weer geheel solo speelt: Solo in Mondsee. Zijn laatste album kwam uit in 2014, een opname van een concert in Oslo zes jaar eerder.
Bley overleed op 83-jarige leeftijd in de Verenigde Staten.

## Andere zaken
- Bley heeft meegewerkt aan een documentaire Imagine the Sound, over de muziekgeschiedenis;
- Autobiografie: Stopping Time: Paul Bley and the Transformation of Jazz (1999);
- Gesprekken met Bley zijn opgenomen in: Time Will Tell: Conversattions with paul Bley (2003);
- Biografie: Paul Bley: la logica del caso (Paul Bley: the logic of chance) (2004)

## Discografie (selectie)
- Jimmy Giuffre Free Fall (met Jimmy Giuffre, Steve Swallow), Columbia Records, opgenomen in 1962
- Footloose!, 1962
- Barrage (met Marshall Allen, Dewey Johnson, Eddie Gomez, Milford Graves), ESP Disk, opgenomen 1964
- Touching (met Kent Carter, Barry Altschul), 1965
- Dual Unity (met Annette Peacock, Han Bennink, Mario Pavone, Laurence Cook), Freedom Records, opgenomen 1970
- With Gary Peacock, ECM Records, 1970
- Open, to Love (solo piano), ECM, 1972
- Paul Bley/NHØP (met Niels-Henning Ørsted Pedersen), SteepleChase Records, 1973
- Alone, Again (solo piano), Improvising Artists Inc., 1974
- The Paul Bley Quartet (met John Surman, Bill Frisell and Paul Motian), ECM,1987
- Partners (met Gary Peacock), 1990
- A musing (met Jon Ballantyne), Justin Time Records 1991
- Not two, not one (met Gary Peacock en Paul Motian), ECM, 1999
- Nothing to Declare (solo piano), 2004
- Solo in Mondsee, 2007 ECM.